# Celle-Guenand
Celle-Guenand é uma comuna francesa na região administrativa do Centro, no departamento Indre-et-Loire. Estende-se por uma área de 37,45 km². Em 2010 a comuna tinha 376 habitantes (densidade: 10 hab./km²).